# 12. Kurentovanje (1972)
Kurentovanje 1972 je bil dvanajsti uradni ptujski karneval, 13. februarja, na pustno nedeljo. 
Kurentovanje, ki ga je organiziralo Folklorno društvo Ptuj, je sicer zaznamovalo tudi slabo vreme.
To leto so izjemoma in edinkrat v zgodovini Kurentovanja, načrtno izpeljali samo etnograski spored, karnevalskega dela pa to leto ni bilo na programu, kar je pustilo črn madež na prireditvi, da o ogorčenju številnih obiskovalcev, ki so v zelo muhastem vremenu zaman čakali na novodbne pustne šeme od blizu in daleč, niti ne govorimo.
Nagrad za najboljše maske to leto niso podeljevali, saj karnevalska povorka ni bila organizirana.

## Spored

### Popoldanski prikaz etnografskih likov
Sprevod se je začel ob 14. uri po mestnem jedru.
- 1. Kmečka gostija s kopjaši (Stojnci in Bukovci)
- 2. Orači (Podlehnik)
- 3. Plesači (Pobrežje pri Vidmu)
- 4. Orači (Biš pri Trnovski vasi)
- 5. Kopanjarji (Markovci)
- 6. Orači (Lancova vas)
- 7. Maškure (Turčišće)
- 8. Orači (Markovci)
- 9. Ploharji (Cirkovci)
- 10. Ruse, medved, piceki in drugi šemski liki
- 11. Kurenti in koranti (Ptuj in okolica)
- 12. Pustni pogrebci (Rogoznica, Ptuj)

## Trasa

### Etnografska povorka
- Mladika (start) – Mestni park – Paviljon Dušana Kvedra – Dravska – Trg svobode (Minoritski trg) – Krempljeva –
Trg mladinskih delovnih brigad (Mestni trg) – Lackova – Hotel Poetovio – Osojnikova – Ciril Metodov drevored –
Ljutomerska (Potrčeva) – Srbski trg (Upravna enota Ptuj) – Bezjakova – Slovenski trg – Prešernova – Mestni park – Mladika (zaključek)